# Капранос, Алекс
Александр Пол Капранос Хантли (греч. Άλεξ Καπράνος, англ. Alexander Paul Kapranos Huntley, 20 марта 1972 года, Алмондсбери) — композитор, вокалист и гитарист шотландской группы Franz Ferdinand. По совместительству шотландский фермер.

## Биография
Мать Алекса — англичанка, а отец — грек. Детство он провёл в Саут Шилдс и Сандерленде, в 80-х переехал с семьёй в Эдинбург. Когда Алекс приехал в Глазго, чтобы учить английскую литературу, он взял девичью фамилию матери Хантли. Только в 2001 году, он вернул себе прежнюю фамилию Капранос. 
Алекс играл во многих группах. В качестве вокалиста и гитариста в группе The Blisters, позже перелицованную в The Karelia.
В 1997 году Алекс выпустил альбом Divorce At High Noon. После распада The Karelia был бас-гитаристом в группе Yummy Fur, где познакомился с Полом Томсоном.
После распада Yummy Fur у Капраноса с Бобом Харди, Ником Маккарти и Полом Томсоном возникает идея создания группы: так появилась группа Franz Ferdinand.
Во время гастролей 2005−2006 года Капранос начал писать статьи для газеты The Guardian о своих гастрономических впечатлениях на гастролях. В конце 2006 года Алекс написал книгу «Кусающиеся звуки: едим в турне с Franz Ferdinand» (Sound Bites: Eating on Tour with Franz Ferdinand), куда вошли напечатанные на тот момент  статьи (на русский язык книга пока не переведена). В начале 2009 года музыкант сообщил о прекращении сотрудничества с The Guardian, мотивировав это так:

Мне позвонили пара телеканалов с предложением стать ведущим кулинарных передач, и я подумал: «О, боже! Это надо остановить, это совсем не для меня»

Капранос имеет степень бакалавра искусств со специализацией по истории искусства, испытывая особый интерес к русскому авангарду, что оказало влияние на обложки альбомов группы.